# Dorfkirche Schönebeck (Gumtow)

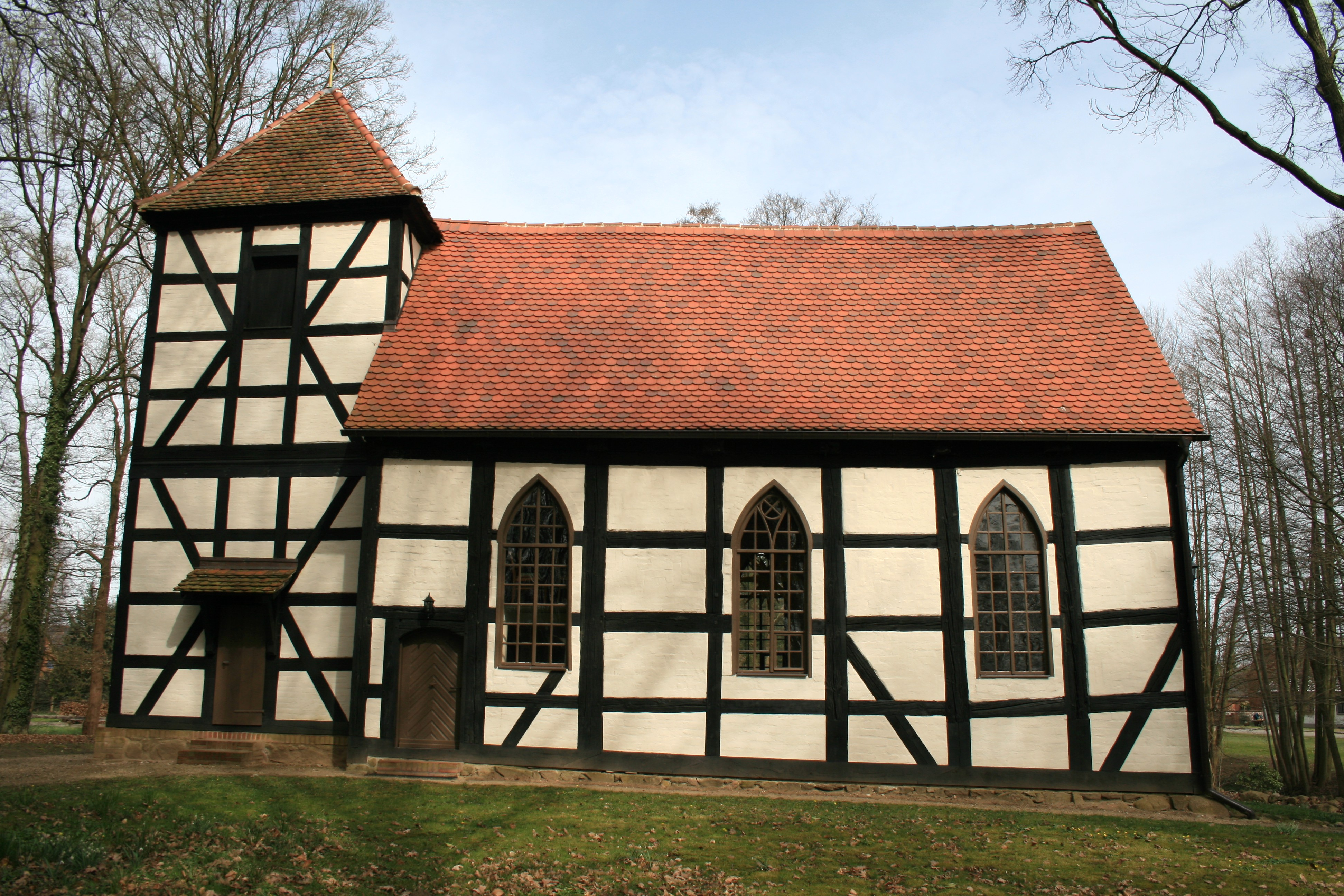
Dorfkirche Schönebeck

Die evangelische, denkmalgeschützte Dorfkirche Schönebeck (Gumtow) steht in Schönebeck, einem Ortsteil der Gemeinde Gumtow im Landkreis Prignitz in Brandenburg. Die Kirche gehört zum Pfarrsprengel Lindenberg-Buchholz im Kirchenkreis Prignitz der Evangelischen Kirche Berlin-Brandenburg-schlesische Oberlausitz.

## Beschreibung
Die rechteckige Fachwerkkirche wurde 1666 erbaut und 1958/60 restauriert. Der quadratische Kirchturm im Westen wurde 1830 an das Langhaus angefügt. Die Gefache sind mit verputzten Backsteinen ausgefüllt. Sowohl das Satteldach des Langhauses als auch das Pyramidendach des Kirchturms wurden mit Biberschwänzen in Doppeldeckung bedeckt. 
Der barocke Kanzelaltar wurde bei einer Restaurierung bis auf den Korb der Kanzel zerstört.